# Niccolò Bellagamba
Niccolò Bellagamba (Firenze, 30 gennaio 1969) è un giornalista televisivo italiano.
Giornalista del TG3 da anni, è esperto di temi economici. Ha una laurea in giurisprudenza. Prima di diventare conduttore, è stato inviato per 5 anni al seguito del  presidente di Bankitalia Draghi e  di molti vertici internazionali.
Ha condotto l'edizione del Tg3 di mezzasera per passare, dall'ottobre 2008 a condurre anche il Tg3minuti alle 21:10. Saltuariamente ha condotto anche il TG3 Linea Notte....
Dal febbraio 2023 e' conduttore di Pixel, rubrica di tecnologia all' interno del Tg3 della 14:20 del sabato.